# Caciporé Torres
Caciporé Torres (Araçatuba, 10 maart 1935) is een Braziliaanse beeldhouwer en tekenaar.

## Leven en werk
Torres kreeg bij de I.Biënnale van São Paulo in 1951 een reisbeurs, waarmee hij in Europa verbleef. Hij werkte gedurende twee jaar in de ateliers van onder anderen Marino Marini en Alexander Calder. Hij nam na terugkeer in 1953 in Brazilië deel aan exposities en vertrok in 1954 naar Parijs, waar hij kunstgeschiedenis studeerde aan de Sorbonne. Hij werkte eveneens in verscheidene ateliers en zijn stijl werd abstracter. Na terugkeer creëerde hij grote organische en geometrische sculpturen van de materialen staal, brons en ijzer, bestemd voor museumcollecties, beeldenparken en de openbare ruimte.
De kunstenaar, die in São Paulo woont en werkt, was van 1961 tot 1971 docent beeldhouwkunst aan de Fundação Armando Álvares Penteado (FAAP) en vanaf 1971 aan de Faculdade de Arquitetura e Urbanismo da Universidade Presbiteriana Mackenzie in São Paulo.

## Werken (selectie)
- Balet (1967), Praça de Sé in São Paulo
- Panel escultórico (1970), Fundação Carlos Chagas in Belo Horizonte
- Escultura (1972)[1], Avenida Divino Salvador in São Paulo
- A Coisa (1972), Beeldenpark van het Museu de Arte Moderna in São Paulo
- Painel escultórico (1976)
- Vôo (1979), Praça de Sé in São Paulo
- A Coisa II (1980)
- A Muralha (1980), Arquivo do Estado de São Paulo
- O Trillo (1985), Companhia do Metropolitano de São Paulo
- OC (1998)[2], Pinocoteca do Estado de São Paulo
- Sem t'tulo (1999), Museo dos Bandeitantes do Estado de São Paulo
- O Diálogo Azul (1999)
- Symphony in Blue (1999)
- Unidade Tripartida (1999)
- Vitória de Samotrace (2001), Beeldenpark van het Museu de Arte Contemporânea in São Paulo
- A Grande Coluna, Beeldenpark van het Museu Brasileiro da Escultura in São Paulo
- Escultura, Universidade de São Paulo

## Fotogalerij

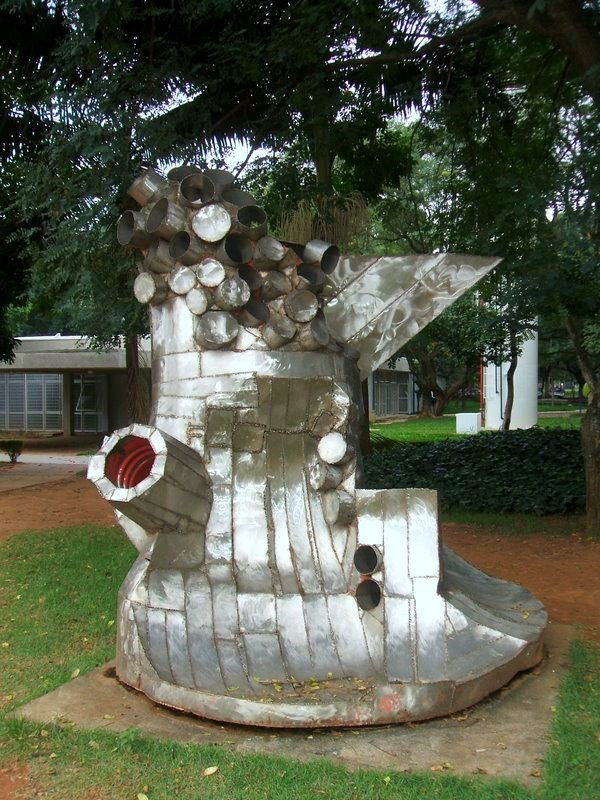
Vitória de Samotrace (1967)
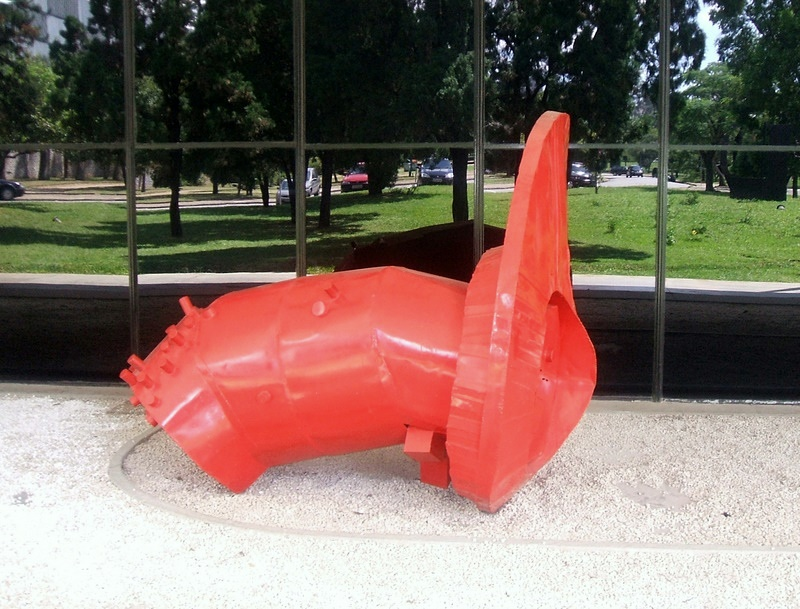
A Coisa (1972)
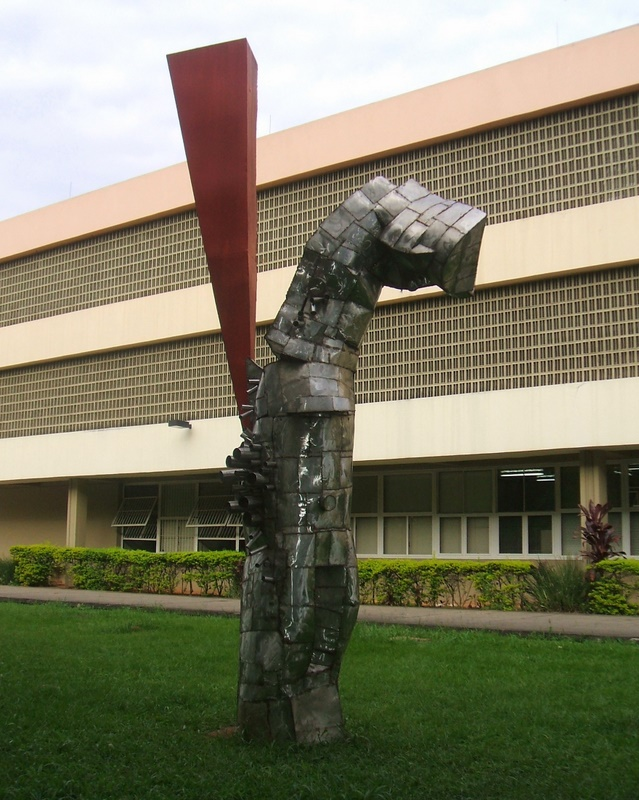
Escultura, Universidade de São Paulo